# Робо-воїни (фільм)
«Робо-воїни» (англ. Robo Warriors) — американський фантастичний бойовик 1996 року.

## Сюжет
В результаті спустошливої міжпланетної війни практично зруйнована Земля і сусідні планети. Могутні переможці, воїни — Терадакси правлять на Землі. Тільки Гібсон — найвеличніший робо-воїн здатний протистояти загарбникам.

## У ролях
- Джеймс Ремар — Рей Гібсон
- Кайл Говард — Зак Дуглас
- Джеймс Толкан — Кйуон
- Джеймс Л'ю — Даріус
- Денніс Кріган — майор Дрісен
- Бернард Кейтс — Чарлі Волтерс
- Террі Маркуелл — Моллі Дуглас
- Джеймс Віт — Брайан Дуглас
- Ентоні Огунсанья — Карлсен
- Руді Вік Дель — Хуббел
- Джон Барвіш — Джаспер
- Корі Каллахен — Ногалес
- Сільвія Маррі — Коммандо
- Пол Холм — посланець Роджет
- Джуні Гамбоа — Майстер Кім
- Кріс Агілар — Кінто
- Боббі Грінвуд — старуха
- Шейла Барвені — молода жінка
- Гаел Ромеро — бармен
- Джин Майкл Бервекс — боєць опору
- Джейсон МакМілліан — боєць опору
- Крейг Джудд — рефері чужинець
- Лі Йувенгук — посол чужинець
- Іван Барутян — посол чужинець
- Джим Гейнс — солдат
- Джим Мосс — технік терадакс
- Маззуд Могхаддан — помічник терадакс
- Лі Кейссі — борець за свободу

помічники Роджета
- Девід Елефант
- Карлос Террі
- Фернк Даленд
- Мелі Лібрі

помічники Дрісена
- Барбара Качо
- Кертіс Картер
- Бенні Куніал
- Дітер Грюнберг

воїни — терадакси
- Мендо Панджилінан
- Літо Наварро
- Джил Бандонг
- Джимм Нірон
- Джері Косталлес
- Бландіно Наварро
- Нельсон Арміза
- Сонні Кабальда
- Дей Герерро
- Генрі Декуйа
- Алекс Паскаль
- Оскар Рейс
- Роджер Лопез
- Рубен Торренте
- Рікі Гуадамор
- Фред Пура
- Рік Весінте
- Рубен Агуадор
- Ейді Бустаманте
- Аллан Нікарт
- Роллі Гомес
- Рене Сальвадор

## Саундтрек
| Список треків | Список треків                              | Список треків |
| #             | Назва                                      | Тривалість    |
| ------------- | ------------------------------------------ | ------------- |
| 1.            | «Main Title and Battling the Terridaxx»    | 8:03          |
| 2.            | «Zak’s Computer and the Terridaxx Pursuit» | 4:34          |
| 3.            | «Zak On the Run»                           | 2:36          |
| 4.            | «Zak Joins the Resistance»                 | 4:00          |
| 5.            | «Gibson Goes To Rescue Zak»                | 2:46          |
| 6.            | «Finding the Earth Bot»                    | 3:59          |
| 7.            | «The First Robo Encounter»                 | 6:18          |
| 8.            | «Gibson Returns Zak To Mom»                | 0:21          |
| 9.            | «Gibson’s Change of Heart»                 | 4:57          |
| 10.           | «The Challenge Is Set»                     | 2:08          |
| 11.           | «Kinto vs. Gibson»                         | 1:41          |
| 12.           | «Gibson Returns To Molly»                  | 0:21          |
| 13.           | «The Past Brings Gibson & Molly Closer»    | 1:36          |
| 14.           | «To the Arena Montage»                     | 1:50          |
| 15.           | «Test Run»                                 | 0:28          |
| 16.           | «Their Robo Warrior Revealed»              | 4:22          |
| 17.           | «Zak Returns To Terminal For Battle»       | 1:39          |
| 18.           | «Darius’s Robot Revealed»                  | 0:52          |
| 19.           | «Robo Warriors/The Battle For Earth»       | 2:53          |
| 20.           | «Earth Wins!»                              | 1:24          |
| 21.           | «End Titles»                               | 3:05          |
| 69:17         |                                            |               |